# Valdemarsvik község
Valdemarsvik község (svédül: Valdemarsviks kommun) Svédország 290 községének egyike. Östergötland megyében található, székhelye Valdemarsvik.
A mai község 1971-ben jött létre.

## Települések
A község települései:
| Település    | Népesség | Megjegyzés         |
| ------------ | -------- | ------------------ |
| Gusum        | 1211     |                    |
| Ringarum     | 605      |                    |
| Valdemarsvik | 2885     | a község székhelye |